# Vyhlídková věž (Košice)

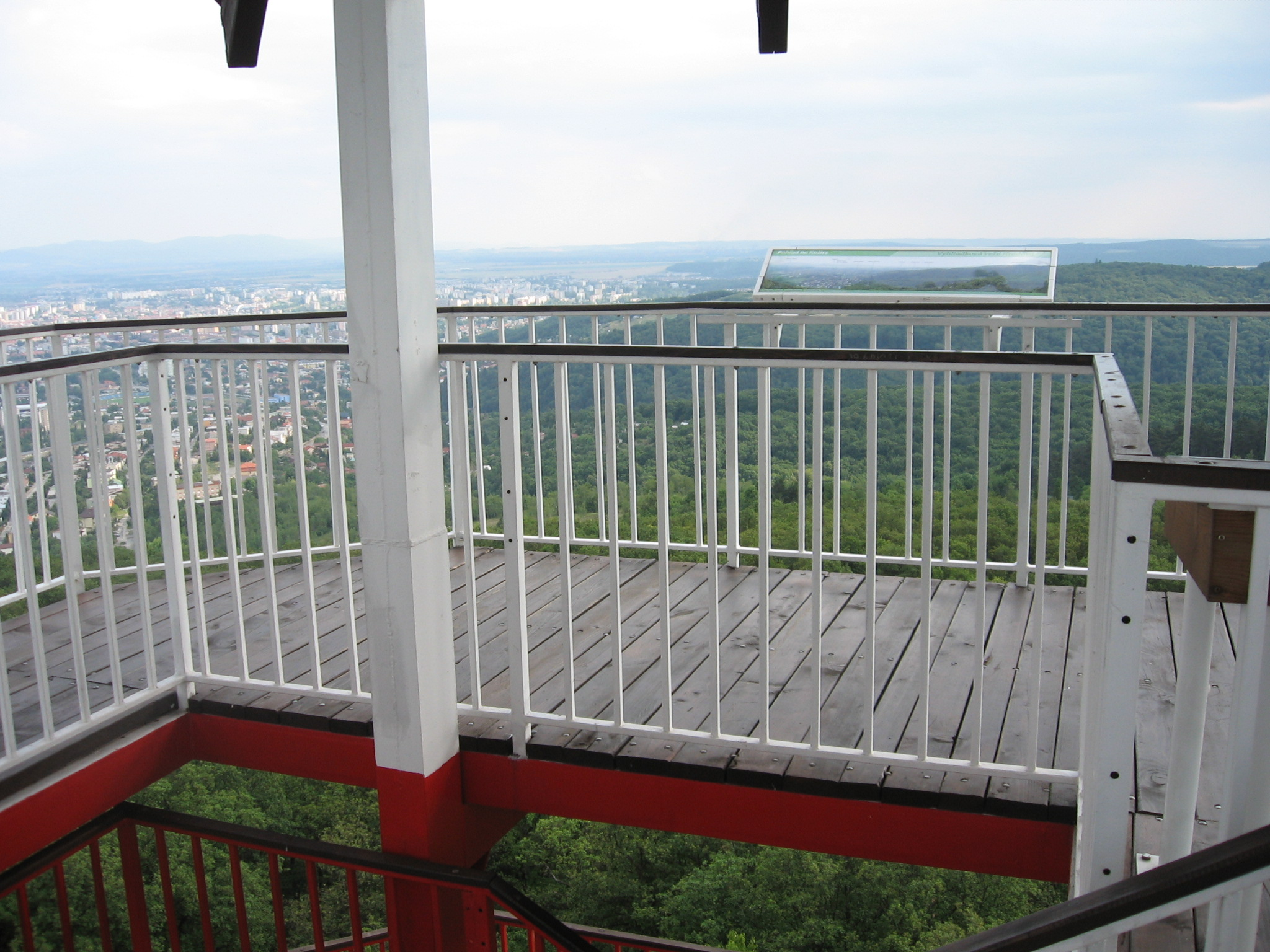
Pohled z vyhlídkové věže

Vyhlídková věž se nachází na vrchu Hradová v Košicích na Slovensku.

## Parametry věže
Věž je 21,51 metrů vysoká prostorová ocelová konstrukce doplněná dřevem, které je použité jako nášlapná vrstva podlahy. Čtyřnohý stůl má konzolové vyložení tří vyhlídkových teras ve výšce 10,88 m, 13,6 m, 16,32 m. Vyhlídkové plošiny jsou chráněny dřevěnou jehlanovou střechou s plechovou krytinou.

## Historie
- Autor projektu
  - KORT – Krajská organizácia pre rozvoj techniky Košice v r. 1983–1985.
- Investor
  - NVmK, odbor výstavby a ÚP prostřednictvím Správy rekreačných a športových zariadení mesta Košice.
- Dodavatel
  - Správa rekreačných a športových zariadení mesta Košice.
- Ukončení stavby
  - 22. prosinec 1987
- Náklad
  - 2 306 000 Kčs [zdroj?]

## Správa
Správa rekreačných a športových zariadení mesta Košice
- Od 26. května 1993 vlastnictví města Košice
- Od 10. června 2004 nájem Mestské lesy Košice, a. s.